# Luca Marcato
Luca Marcato (Dolo, 8 febbraio 1967) è un allenatore di calcio ed ex calciatore italiano, di ruolo difensore.

## Carriera

### Giocatore
Cresciuto nella Miranese, vi esordisce nell'allora Campionato Interregionale dove viene notato dal Treviso che lo acquista nel 1985: per lui 51 presenze in due stagioni in C2.
Nel 1987 compie un salto di due categorie approdando al Piacenza, neopromosso in Serie B. Disputa 24 partite nel ruolo di libero, alternandosi a Claudio Gentile e Paolo Tomasoni, e a fine stagione passa alla Sambenedettese. Con i marchigiani retrocede in Serie C1, e si trasferisce al Barletta, ancora in Serie B.
Nel 1990 approda all'Ascoli. In maglia bianconera conquista la promozione in Serie A nel campionato 1990-1991, ed esordisce nella massima serie l'anno successivo. Alla fine del campionato si svincola, ma fa ritorno immediatamente all'Ascoli dove rimane fino al 1995, quando la squadra retrocede in Serie C1. Nell'autunno dello stesso anno lascia le Marche, per trasferirsi alla Viterbese, in Serie C2.
Nel 1996 passa al Livorno (Serie C2) dove rimane due stagioni conquistando la promozione in Serie C1; nella seconda annata, culminata con la sconfitta nella finale play-off con la Cremonese, finisce ai margini della prima squadra, a causa di problemi fisici e dissapori con la dirigenza. Svincolatosi dai labronici, passa al Pisa, provocando numerose polemiche legate alla rivalità tra le due città: ottiene la sua seconda promozione in Serie C1, tuttavia perde il posto da titolare durante la stagione e non gli viene rinnovato il contratto. Si trasferisce per una stagione all'Alessandria ottenendo la terza promozione consecutiva in C1  , e chiude la carriera tra i dilettanti con il Latina, il Crociati Noceto e la Castellana, squadra di Castel San Giovanni.

### Allenatore
Dal 2007 ai primi mesi del 2009 è stato l'allenatore dell'Agazzanese, squadra dilettantistica della provincia di Piacenza. Dal gennaio 2010 è alla guida della Sarmatese, sempre nel Piacentino.
Dal 2014 ha continuato la sua carriera di allenatore alla guida delle giovanili del Baby Brazil San Nicolò.

## Palmarès

### Giocatore

#### Competizioni nazionali
- Serie C2: 2

Pisa: 1998-1999
Alessandria: 1999-2000